# 하야시 사토루
하야시 사토루(일본어: 林 慧, 1988년 6월 13일 ~ )는 일본의 전 축구 선수이다.

## 구단 경력
과거 쇼난 벨마레, 가이나레 돗토리, 츠바이겐 가나자와에서 활동하였다.